# Висъёль
Висъёль — река в России, протекает по Сосногорскому району Республики Коми. Устье реки находится в 7 км от устья реки Средний Дзёр по правому берегу. Длина реки составляет 11 км.
Река вытекает из озера Дзёрвад, находящегося посредине обширного болота Дзёрнюр. Река течёт на юго-восток. Всё течение проходит по ненаселённому заболоченному таёжному лесу. Впадает в Средний Дзёр в 18 км к западу от посёлка Мирный.

## Данные водного реестра
По данным государственного водного реестра России относится к Двинско-Печорскому бассейновому округу, водохозяйственный участок реки — Печора от истока до водомерного поста у посёлка Шердино, речной подбассейн реки — Бассейны притоков Печоры до впадения Усы. Речной бассейн реки — Печора.
Код объекта в государственном водном реестре — 03050100112103000060702.